# Jan Haude

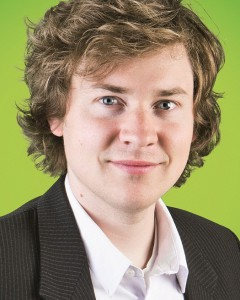
Jan Haude (2012)

Jan Haude (* 29. Oktober 1981 in Hamm) ist ein deutscher Politiker (Bündnis 90/Die Grünen). Von Februar 2011 bis Februar 2015 war er der Landesvorsitzende der niedersächsischen Grünen.

## Leben und Beruf
2001 verließ Haude das Archigymnasium in Soest mit einem Abitur-Abschluss. Anschließend absolvierte er von 2001 bis 2002 ein freiwilliges ökologisches Jahr bei der BUNDjugend Nordrhein-Westfalen. 2002 begann Haude ein Studium der Politischen Wissenschaften und der Wirtschaftswissenschaften an der Carl von Ossietzky Universität Oldenburg. 2003 wechselte er an die Leibniz Universität Hannover, an der er 2008 ein Studium der Politikwissenschaften und Geschichte mit dem Abschluss Magister Artium beendete.
Von 2007 bis 2011 war er hauptamtlicher Geschäftsführer des GRÜNEN-Stadtverbandes Hannover.
Haude lebt in fester Partnerschaft und ist Vater von zwei Kindern.

## Politik
Ab 1996 engagierte sich Haude bei den Jungen Grünen in Soest. In den Jahren 2002 und 2003 war Jan Haude kurzzeitig Mitglied im Bundesvorstand der Grünen Jugend und war im Anschluss in der Grünen Jugend Niedersachsen sowie bei den Grünen Hochschulgruppen Oldenburg und Hannover aktiv. Von 2009 bis zu seiner Wahl zum Landesvorsitzenden war er Landesschatzmeister der GRÜNEN in Niedersachsen.